# پولمیوس سیلویوس
پولمیوس سیلویوس (انگلیسی: Polemius Silvius; ۱ ژانویهٔ ۰۳۵۰ – ۱ ژانویهٔ ۰۵۰۰) اهل روم باستاننویسنده یک گاه‌شماری ژولینی بود که تلاش کرد چرخه جشن‌های رومی را با روزهای مقدس جدید مسیحیت ادغام کند. تقویم او که به آن لاترکولوس یا فستی نیز می‌گویند، مربوط به سال‌های ۴۴۸–۴۴۹ است. او در جنوب شرقی گال (سرزمین) فعال بود.